# Kőmíves Erzsi
Kőmíves Erzsi, születési és 1914-ig használt nevén Grünbaum Erzsébet Teréz Cecília, névvariáns: Kőműves (Budapest, 1895. április 29. – Budapest, 1978. december 30.) magyar színésznő.

## Életpályája
Színészcsaládba született. Anyai nagyszülei Kőmíves Imre és Lukács Anna színészek voltak, édesapja Baumann Károly kupléénekes és színész. Négy fivére közül ketten ugyancsak a színészi pályát választották, testvérei közül öccse, Kőmíves Sándor lett a leghíresebb. Színésznőként az Országos Színészegyesület színiiskolájában végzett 1919-ben. Vidéki társulatokban kezdte pályáját. 1929 és 1932 között a Városi Színház tagja volt. 1933-ban a Magyar Műszínkörben, 1934-ben a Király Színházban lépett fel. 1935-től 1941-ig Erdélyi Mihály társulatában szerepelt, közben 1936-tól egy évadot Kassán töltött. 1945-től a Szegedi Nemzeti Színház tagja volt. 1953-tól egy-egy évadra a Madách Színház, majd a Fővárosi Operett Színház szerződtette. 1957-től a Jókai Színházban, 1963-tól a Thália Színházban szerepelt. Utoljára 1972-ben a Vígszínházban lépett színpadra Anfisza, az öreg dajka szerepében Csehov Három nővér című darabjában. Pályája kezdetén drámai szende- és operettszerepeket játszott, később drámai karaktereket formált meg. Figuráit erőteljes, plasztikus eszközökkel, egyénítve formálta meg.

## Fontosabb színházi szerepei
- William Shakespeare: Hamlet... Ophélia
- Johann Wolfgang von Goethe: Faust... Margit
- Edmond Rostand: A sasfiók... Reichstadti herceg
- Anton Pavlovics Csehov: Három nővér... Anfisza, öreg dajka
- Anton Pavlovics Csehov: Lakodalom... Nasztaszja Timofejevna
- Anton Pavlovics Csehov: Leánykérés... Natalia
- Fjodor Mihajlovics Dosztojevszkij: Bűn és bűnhődés... Aljosa Ivanovna
- Nyikolaj Vasziljevics Gogol: Leánynézők... Fjokla Ivanovna, házasságközvetítőnő
- Nyikolaj Vasziljevics Gogol: A revizor... Anna Andrejevna
- Vaszilij Vasziljevics Kandinszkij: Az idegen gyermek... Olga
- Erwin Piscator: Amerikai tragédia... Roberta anyja
- George Bernard Shaw: Tanner John házassága... Whitefieldné
- George Bernard Shaw: Blanco Posnet színvallása... Hanaah
- Thornton Wilder: A mi kis városunk... Gibbsné
- Tudor Mușatescu: Titanic keringő... Chriachita
- Moss Hart – George S. Kaufman: Így élni jó... Penelope Sycamore
- J. M. Barrie: Öreganyó katonája... Doweyné
- Madách Imre: Az ember tragédiája... Éva
- Szigligeti Ede: Liliomfi... Camilla
- Gárdonyi Géza: Annuska... Anna
- Móricz Zsigmond: Csibe... Vendéglősné
- Móricz Zsigmond: Légy jó mindhalálig... Török néni
- Molnár Ferenc: A hattyú... Beatrix, özvegy hercegné
- Déry Tibor: Tükör... Karolin
- Szabó Magda: Kígyómarás... Özvegy Tóth Jánosné
- Fehér Klára: Kevés a férfi... Irén nővér
- Fehér Klára: A teremtés koronája... Háziasszony
- Bíró Lajos: Kis Katalin... A hercegnő
- Illés Endre: Türelmetlen szeretők... Szomszédasszony
- Kolozsvári Grandpierre Emil: A ló két oldala... Róza néni
- Molnár Géza: Parázs... Mamácska
- Földes Mihály: Örök szerelem... Zsuzsi
- Berté Henrik – Franz Schubert: Három a kislány... Médi; Tschöllné
- Huszka Jenő: Gül Baba... Zulejka
- Lehár Ferenc: A víg özvegy... Praskovia
- Johann Strauss: Cigánybáró... Czipra
- Leo Fall: Dollárkirálynő... Miss Tompson
- Carl Zeller: Madarász... Adelaida, udvarhölgy
- Martos Ferenc – Rényi Aladár: A kis gróf... Csibrákné
- Emőd Tamás – Török Rezső: Harapós férj... Lina
- Eisemann Mihály: Fekete Péter... Mme Lefebre

## Filmek, tv
- Ének a búzamezőkről (1947)
- Liliomfi (1955)
- Csendes otthon (1958)... Csapóné, aki nem tehet róla
- Micsoda éjszaka! (1958)
- Szoba a hegyen (1961)
- Neveletlenek (1971)
- Tűzoltó utca 25. (1973)... Mária nagyanyja
- Trisztán (1975)